# Franz Strobl (Politiker, 1897)
Franz Strobl (* 10. März 1897 in Donnerskirchen; † 25. Juli 1980 in Eisenstadt) war ein österreichischer Politiker (ÖVP) und Regierungsforstdirektor. Er war von 1945 bis 1962 Abgeordneter zum Österreichischen Nationalrat.

## Leben
Strobl besuchte die Volksschule und danach ein Gymnasium. Er absolvierte in der Folge ein Studium als Forstingenieur an der Hochschule für Bodenkultur und schloss sein Studium als Dipl.-Ing. ab. Ehrenamtlich war Strobl Feuerwehrkommandant der Freiwilligen Feuerwehr Eisenstadt, was dazu führte, dass er 1937 bis zum Anschluss Landesfeuerwehrkommandant des Burgenlandes und als Landesrat die Agenda über das Feuerwehrwesen innehatte.

## Politik
Er war bereits von 1934 bis 1938 Mitglied der Burgenländischen Landesregierung (Landesregierung Sylvester I und Sylvester II) und arbeitete als Regierungsforstdirektor, wobei er zum Hofrat ernannt wurde. Nach dem Zweiten Weltkrieg war er vom 19. Dezember 1945 bis zum 14. Dezember 1962 Abgeordneter zum Nationalrat und Mitglied der Landesparteileitung der ÖVP Burgenland.

## Auszeichnungen
- Tapferkeitsmedaille in Bronze
- Karl-Truppenkreuz
- 1955: Großes Silbernes Ehrenzeichen für Verdienste um die Republik Österreich
- 1960: Silbernes Komturkreuz des Ehrenzeichens für Verdienste um das Bundesland Niederösterreich
- 1961: Komturkreuz des Landes Burgenland
- zahlreiche in- und ausländische Feuerwehrauszeichnungen